# Jablan (Vrbovsko)
Jablan je naselje u Hrvatskoj u sastavu Grada Vrbovskog. Nalazi se u Primorsko-goranskoj županiji.

## Zemljopis
Zapadno je Stara Sušica, sjeverno su Radoševići, sjeverno-sjeveroistočno su Komlenići, sjeveroistočno je Poljana i izvor rječice, rijeka Dobra, Presika, istočno je Vrbovsko, jugoistočno su Vujnovići i rječica Kamačnik.

## Stanovništvo
| broj stanovnika | 470   | 570   | 498   | 405   | 436   | 384   | 331   | 381   | 301   | 302   | 310   | 271   | 208   | 230   | 223   | 209   | 177   |
|                 | 1857. | 1869. | 1880. | 1890. | 1900. | 1910. | 1921. | 1931. | 1948. | 1953. | 1961. | 1971. | 1981. | 1991. | 2001. | 2011. | 2021. |